# Epidiaspis gennadii
Epidiaspis gennadii är en insektsart som först beskrevs av Leonardi 1898.  Epidiaspis gennadii ingår i släktet Epidiaspis och familjen pansarsköldlöss. Inga underarter finns listade i Catalogue of Life.